# Diogenes von Babylon

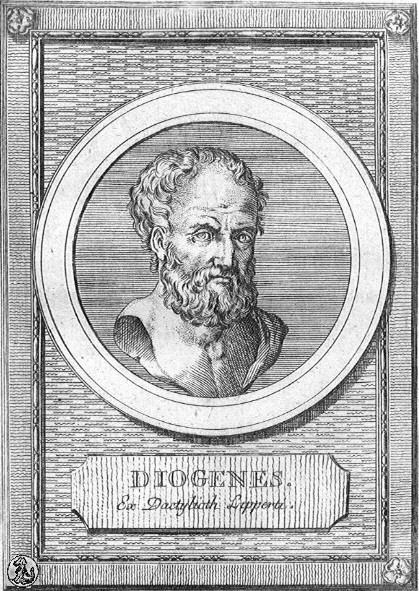
Diogenes von Babylon

Diogenes von Babylon (altgriechisch Διογένης ὁ Βαβυλώνιος, lateinisch Diogenes Babylonicus; * um 240 v. Chr. in Seleukeia am Tigris; † kurz vor 150 v. Chr.) war ein antiker griechischer Philosoph und der wichtigste Leiter der stoischen Schule nach Chrysippos von Soli. Man nannte ihn „Diogenes den Babylonier“, womit seine Herkunft aus der Landschaft Babylonien gemeint war. Seine Heimatstadt war Seleukeia am Tigris (eine der zahlreichen Städte dieses Namens), daher wird er auch Diogenes von Seleukeia genannt.

## Leben
Diogenes’ Lebensdaten können nur aus ungefähren Angaben erschlossen werden: Laut Marcus Tullius Cicero war er 150 v. Chr. bereits tot. Da er laut Lukian im Alter von 88 Jahren starb, muss er um 240 v. Chr. geboren sein.
Diogenes studierte bei Chrysippos von Soli und Zenon von Tarsos. Zu einem unbekannten Zeitpunkt wurde er nach Zenons Tod dessen Nachfolger als Schuloberhaupt. Zu seinen bekanntesten Schülern zählten Antipatros von Tarsos und Panaitios von Rhodos. Bei Diogenes studierte auch einer der Hauptvertreter des akademischen Skeptizismus, Karneades von Kyrene. Später verteidigte Diogenes die stoische Ethik gegen Karneades’ Einwände.
Beide nahmen 155/156 v. Chr. zusammen mit dem Peripatetiker Kritolaos an der berühmten Philosophengesandtschaft nach Rom teil. Im Auftrag der Stadt Athen führten sie mit dem Senat Verhandlungen bezüglich einer Geldstrafe in Höhe von 500 Talenten zu Lasten von Athen und erreichten, dass die Strafe auf 100 Talente herabgesetzt wurde. Diogenes’ Vorträge in Rom bildeten die erste öffentliche Vorstellung stoischen Denkens durch ein Schuloberhaupt in der römischen Hauptstadt, auch wenn die Hauptinhalte der Stoa dort sicher schon zuvor bekannt waren.

## Schriften und Lehre
Diogenes’ zahlreiche Schriften zu allen Themen der Philosophie, besonders aber zu Rhetorik und Musik sind ausnahmslos verloren, so dass wir für die Kenntnis seiner Lehre auf Fragmente und Berichte (etwa bei Cicero) angewiesen sind. Am ausführlichsten berichtet über Diogenes’ Lehrmeinungen die ihrerseits nur fragmentarisch erhaltene Abhandlung Über Musik des Philodemos von Gadara.
Diogenes entwickelte das stoische Lehrsystem in vielen Einzelfragen weiter. Prägend für die Stoa wurden insbesondere seine Aussagen über das Lebensziel (griech. télos), über ethische Grundsätze und praktisches Handeln sowie über die Götter. Im Bereich der Dialektik entfaltete Diogenes die zuvor wohl erst grob angelegte stoische Bedeutungslehre zur ersten Semiotik. Seine Abhandlung über die Sprache (τέχνη περὶ τῆς φωνῆς) wurde vermutlich zum Vorbild späterer Grammatiken.

## Textausgaben
- Fragmente gesammelt bei Hans von Arnim: Stoicorum veterum fragmenta. (SVF). Band 3, S. 210–243